# Маунтрейл
Округ Маунтрейл (англ. Mountrail County) располагается в штате Северная Дакота, США. Официально образован в 1873 году. По состоянию на 2013 год, численность населения составляла 9376 человека.

## География
По данным Бюро переписи США, общая площадь округа равняется 5 027,195 км2, из которых 4 724,165 км2 — суша, и 117,000 км2, или 6,040 % — это водоёмы.

## Население
По данным переписи населения 2000 года в округе проживает 6631 житель в составе 2560 домашних хозяйств и 1753 семьи. Плотность населения составляет 1,00 человек на км2. На территории округа насчитывается 3438 жилых строений, при плотности застройки около 1,00-го строения на км2. Расовый состав населения: белые — 65,99 %, афроамериканцы — 0,09 %, коренные американцы (индейцы) — 29,98 %, азиаты — 0,21 %, гавайцы — 0,05 %, представители других рас — 0,26 %, представители двух или более рас — 3,42 %. Испаноязычные составляли 1,31 % населения независимо от расы.
В составе 31,80 % из общего числа домашних хозяйств проживают дети в возрасте до 18 лет, 51,80 % домашних хозяйств представляют собой супружеские пары, проживающие вместе, 11,80 % домашних хозяйств представляют собой одиноких женщин без супруга, 31,50 % домашних хозяйств не имеют отношения к семьям, 28,50 % домашних хозяйств состоят из одного человека, 14,60 % домашних хозяйств состоят из престарелых (65 лет и старше), проживающих в одиночестве. Средний размер домашнего хозяйства составляет 2,53 человека, и средний размер семьи 3,09 человека.
Возрастной состав округа: 28,10 % — моложе 18 лет, 6,80 % — от 18 до 24, 23,20 % — от 25 до 44, 24,20 % — от 45 до 64, и 24,20 % — от 65 и старше. Средний возраст жителя округа — 40 лет. На каждые 100 женщин приходится 96,80 мужчин. На каждые 100 женщин старше 18 лет приходится 95,10 мужчин.
Средний доход на домохозяйство в округе составлял 27 098 USD, на семью — 31 864 USD. Среднестатистический заработок мужчины был 24 750 USD против 20 844 USD для женщины. Доход на душу населения составлял 13 422 USD. Около 14,00 % семей и 19,30 % общего населения находились ниже черты бедности, в том числе — 23,40 % молодежи (тех, кому ещё не исполнилось 18 лет) и 18,30 % тех, кому было уже больше 65 лет.